# Tesila
Tesila är en ort i Mexiko.   Den ligger i kommunen El Fuerte och delstaten Sinaloa, i den västra delen av landet, 1 200 km nordväst om huvudstaden Mexico City. Tesila ligger 55 meter över havet och antalet invånare är 477.
Terrängen runt Tesila är huvudsakligen platt, men västerut är den kuperad. Runt Tesila är det ganska glesbefolkat, med 23 invånare per kvadratkilometer. Närmaste större samhälle är Tehueco, 4,0 km öster om Tesila. Omgivningarna runt Tesila är en mosaik av jordbruksmark och naturlig växtlighet.